# Trofeo de los Presidentes
El Trofeo de los Presidentes (en inglés Presidents' Trophy) es un trofeo entregado por la National Hockey League al equipo que finaliza con el mejor balance de victorias a la conclusión de la temporada regular. Se instauró a comienzos de la temporada 1985-86 por la junta directiva de la NHL. Antes de esto, el mejor equipo de la temporada regular tenía el derecho a llevar un distintivo en la camiseta con la leyenda "NHL League Champions" ("Campeones de Liga de la NHL"). El equipo ganador también era premiado con 350.000 dólares canadienses, a repartir entre el equipo y los jugadores. El hockey sobre hielo es el único de los cuatro grandes deportes de los Estados Unidos que entrega un premio al campeón de la liga regular, aunque la NBA da dinero también al equipo que termina con mejor balance.
Ha habido tres equipos que no calificaron para la postemporada en la temporada próxima después de haber ganado el trofeo en la temporada anterior: los New York Rangers en la temporada 1991-92 (que no calificaron para la postemporada en la temporada 1992-93), los Buffalo Sabres en la temporada 2006-07 (que no calificaron para la postemporada en la temporada 2007-08), y los Boston Bruins en la temporada 2013-14 (que no calificaron para la postemporada en la temporada 2014-15).

## Ganadores del Trofeo de los Presidentes
Este equipo ganó la Stanley Cup.
      Este equipo perdió en la final de la Stanley Cup.
      Este equipo perdió en la primera ronda de la postemporada.
| Año      | Equipo                                                                    | Puntos                                                                    | Resultado                                                                 |
| -------- | ------------------------------------------------------------------------- | ------------------------------------------------------------------------- | ------------------------------------------------------------------------- |
| 2019-20  | Boston Bruins                                                             | 100 Puntos3                                                               | Pierden en la segunda ronda ante (Lightning)                              |
| 2018-19  | Tampa Bay Lightning                                                       | 128 Puntos                                                                | Pierden en la primera ronda ante los (Blue Jackets)                       |
| 2017-18  | Nashville Predators                                                       | 117 Puntos                                                                | Pierden en la segunda ronda ante los (Jets)                               |
| 2016-17  | Washington Capitals                                                       | 118 Puntos                                                                | Pierden en la segunda ronda ante los (Penguins)                           |
| 2015-16  | Washington Capitals                                                       | 120 Puntos                                                                | Pierden en la segunda ronda ante los (Penguins)                           |
| 2014-15  | New York Rangers                                                          | 113 Puntos                                                                | Pierden en las finales de conferencia ante la (Lightning)                 |
| 2013-14  | Boston Bruins                                                             | 117 Puntos                                                                | Pierden en la segunda ronda ante los (Canadiens)                          |
| 2012-132 | Chicago Blackhawks                                                        | 77 Puntos                                                                 | Ganan la Stanley Cup sobre los (Bruins)                                   |
| 2011-12  | Vancouver Canucks                                                         | 111 Puntos                                                                | Pierden en la primera ronda ante los (Kings)                              |
| 2010-11  | Vancouver Canucks                                                         | 117 Puntos                                                                | Pierden en la final de la Stanley Cup ante los (Bruins)                   |
| 2009-10  | Washington Capitals                                                       | 121 Puntos                                                                | Pierden en la primera ronda ante los (Canadiens)                          |
| 2008-09  | San Jose Sharks                                                           | 117 Puntos                                                                | Pierden en la primera ronda ante los (Ducks)                              |
| 2007-08  | Detroit Red Wings                                                         | 115 Puntos                                                                | Ganan la Stanley Cup sobre los (Penguins)                                 |
| 2006-07  | Buffalo Sabres                                                            | 113 Puntos                                                                | Pierden en las finales de conferencia ante los (Senators)                 |
| 2005-06  | Detroit Red Wings                                                         | 124 Puntos                                                                | Pierden en la primera ronda ante los (Oilers)                             |
| 2004-05  | Vacante al suspenderse la temporada por una cierre patronal de jugadores. | Vacante al suspenderse la temporada por una cierre patronal de jugadores. | Vacante al suspenderse la temporada por una cierre patronal de jugadores. |
| 2003-04  | Detroit Red Wings                                                         | 109 Puntos                                                                | Pierden en las semifinales de conferencia ante los (Flames)               |
| 2002-03  | Ottawa Senators                                                           | 113 Puntos                                                                | Pierden en las finales de conferencia ante los (Devils)                   |
| 2001-02  | Detroit Red Wings                                                         | 116 Puntos                                                                | Ganan la Stanley Cup sobre los (Hurricanes)                               |
| 2000-01  | Colorado Avalanche                                                        | 118 Puntos                                                                | Ganan la Stanley Cup sobre los (Devils)                                   |
| 1999-00  | St. Louis Blues                                                           | 114 Puntos                                                                | Pierden en la primera ronda ante los (Sharks)                             |
| 1998-99  | Dallas Stars                                                              | 114 Puntos                                                                | Ganan la Stanley Cup sobre los (Sabres)                                   |
| 1997-98  | Dallas Stars                                                              | 109 Puntos                                                                | Pierden en las finales de conferencia ante los (Red Wings)                |
| 1996-97  | Colorado Avalanche                                                        | 107 Puntos                                                                | Pierden en las finales de conferencia ante los (Red Wings)                |
| 1995-96  | Detroit Red Wings                                                         | 131 Puntos                                                                | Pierden en las finales de conferencia ante la (Avalanche)                 |
| 1994-951 | Detroit Red Wings                                                         | 70 Puntos                                                                 | Pierden en la final de la Stanley Cup ante los (Devils)                   |
| 1993-94  | New York Rangers                                                          | 112 Puntos                                                                | Ganan la Stanley Cup sobre los (Canucks)                                  |
| 1992-93  | Pittsburgh Penguins                                                       | 119 Puntos                                                                | Pierden en las finales de división ante los (Islanders)                   |
| 1991-92  | New York Rangers                                                          | 105 Puntos                                                                | Pierden en las finales de división ante los (Penguins)                    |
| 1990-91  | Chicago Blackhawks                                                        | 106 Puntos                                                                | Pierden en las semifinales de división ante los (North Stars)             |
| 1989-90  | Boston Bruins                                                             | 101 Puntos                                                                | Pierden en la final de la Stanley Cup ante los (Oilers)                   |
| 1988-89  | Calgary Flames                                                            | 117 Puntos                                                                | Ganan la Stanley Cup sobre los (Canadiens)                                |
| 1987-88  | Calgary Flames                                                            | 105 Puntos                                                                | Pierden en las finales de división ante los (Oilers)                      |
| 1986-87  | Edmonton Oilers                                                           | 106 Puntos                                                                | Ganan la Stanley Cup sobre los (Flyers)                                   |
| 1985-86  | Edmonton Oilers                                                           | 119 Puntos                                                                | Pierden en las finales de división ante los (Flames)                      |

- 1 En la temporada 1994–95, hubo sólo 48 partidos debido a un cierre patronal. El total de los Detroit Red Wings (con 70 puntos) se extrapolo a 122 puntos en 84 partidos, que fue la longitud de la temporada regular entre 1992 y 1994.
- 2 En la temporada 2012–13, hubo sólo 48 partidos debido a un cierre patronal. El total de los Chicago Blackhawks (con 77 puntos) extrapolo a 132 puntos en 82 partidos; este número tendría empatar el récord de puntuación de los Montreal Canadiens (que tuvo 132 puntos en la temporada 1976–77, que consistía con 80 partidos; el trofeo no fue introducido en ese momento).
- 3 Debido a la pandemia de COVID-19, los Bruins solo jugaron 70 partidos cuando se redujo la temporada regular de la temporada 2019-20. Bajo el formato especial de playoffs de 2020 que se llevó a cabo, con un torneo de todos contra todos para los cuatro mejores equipos en cada conferencia, los Bruins no tenían garantizada la ventaja de jugar en casa en todas las rondas de postemporada.

## Campeones de la liga regular antes de la temporada 1985-86
- 1984-85 Philadelphia Flyers
- 1983-84 Edmonton Oilers
- 1982-83 Boston Bruins
- 1981-82 New York Islanders
- 1980-81 New York Islanders
- 1979-80 Philadelphia Flyers
- 1978-79 New York Islanders
- 1977-78 Montreal Canadiens
- 1976-77 Montreal Canadiens
- 1975-76 Montreal Canadiens
- 1974-75 Philadelphia Flyers
- 1973-74 Boston Bruins
- 1972-73 Montreal Canadiens
- 1971-72 Boston Bruins
- 1970-71 Boston Bruins
- 1969-70 Chicago Blackhawks
- 1968-69 Montreal Canadiens
- 1967-68 Montreal Canadiens
- 1966-67 Chicago Blackhawks
- 1965-66 Montreal Canadiens
- 1964-65 Detroit Red Wings
- 1963-64 Montreal Canadiens
- 1962-63 Toronto Maple Leafs
- 1961-62 Montreal Canadiens
- 1960-61 Montreal Canadiens
- 1959-60 Montreal Canadiens
- 1958-59 Montreal Canadiens
- 1957-58 Montreal Canadiens
- 1956-57 Detroit Red Wings
- 1955-56 Montreal Canadiens
- 1954-55 Detroit Red Wings
- 1953-54 Detroit Red Wings
- 1952-53 Detroit Red Wings
- 1951-52 Detroit Red Wings
- 1950-51 Detroit Red Wings
- 1949-50 Detroit Red Wings
- 1948-49 Detroit Red Wings
- 1947-48 Toronto Maple Leafs
- 1946-47 Montreal Canadiens
- 1945-46 Montreal Canadiens
- 1944-45 Montreal Canadiens
- 1943-44 Montreal Canadiens
- 1942-43 Detroit Red Wings
- 1941-42 New York Rangers
- 1940-41 Boston Bruins
- 1939-40 Boston Bruins
- 1938-39 Boston Bruins
- 1937-38 Boston Bruins
- 1936-37 Detroit Red Wings
- 1935-36 Detroit Red Wings
- 1934-35 Toronto Maple Leafs
- 1933-34 Toronto Maple Leafs
- 1932-33 Boston Bruins
- 1931-32 Montreal Canadiens
- 1930-31 Boston Bruins
- 1929-30 Boston Bruins
- 1928-29 Montreal Canadiens
- 1927-28 Montreal Canadiens
- 1926-27 Ottawa Senators
- 1925-26 Ottawa Senators
- 1924-25 Hamilton Tigers
- 1923-24 Ottawa Senators
- 1922-23 Ottawa Senators
- 1921-22 Ottawa Senators
- 1920-21 Toronto St. Patricks
- 1919-20 Ottawa Senators
- 1918-19 Ottawa Senators
- 1917-18 Montreal Canadiens y Toronto Arenas (empatados)